# Eleccions legislatives d'Israel de 2013

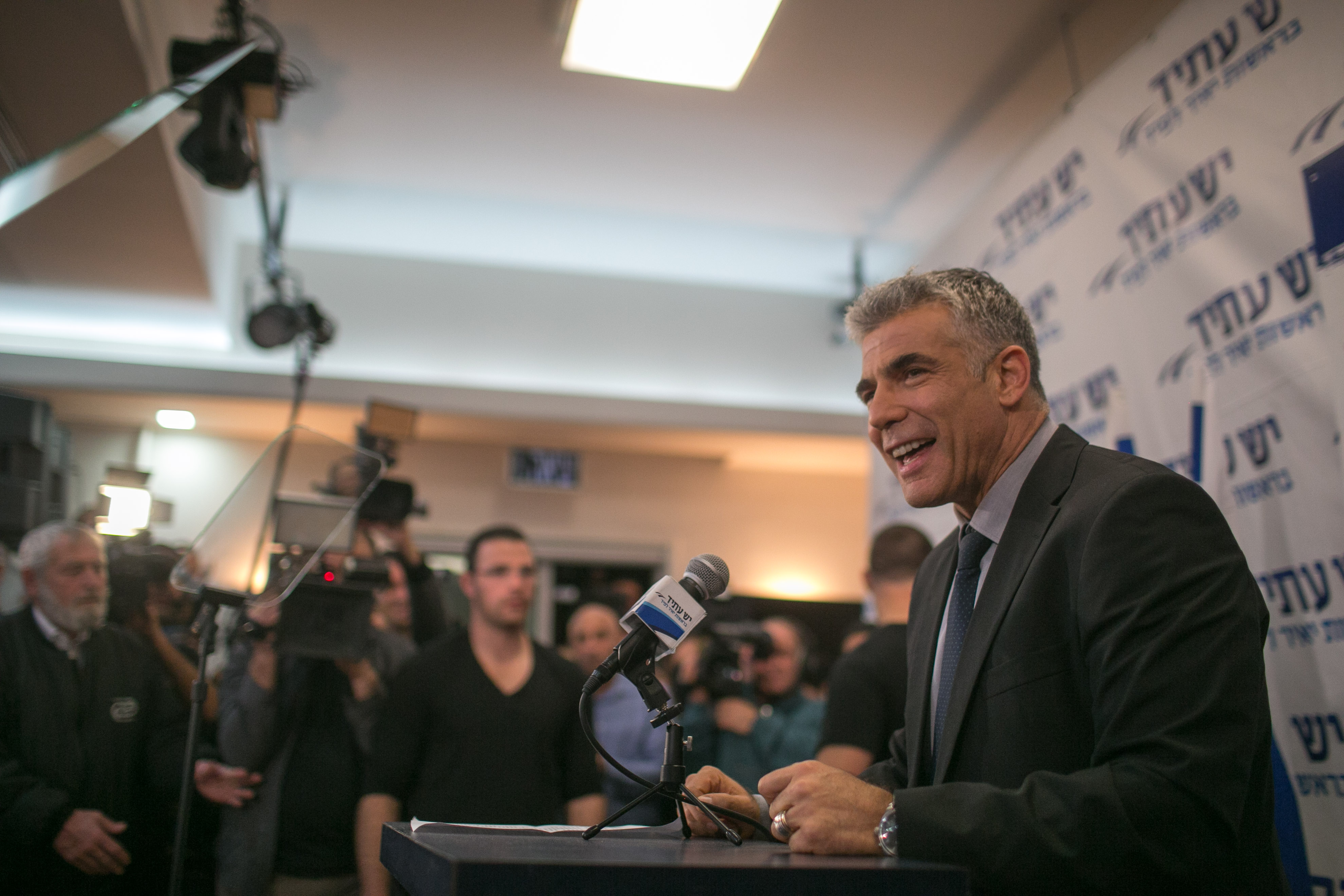
Yair Lapid, líder del Yeix Atid, es dirigeix als seus seguidors després del bon resultat a les eleccions

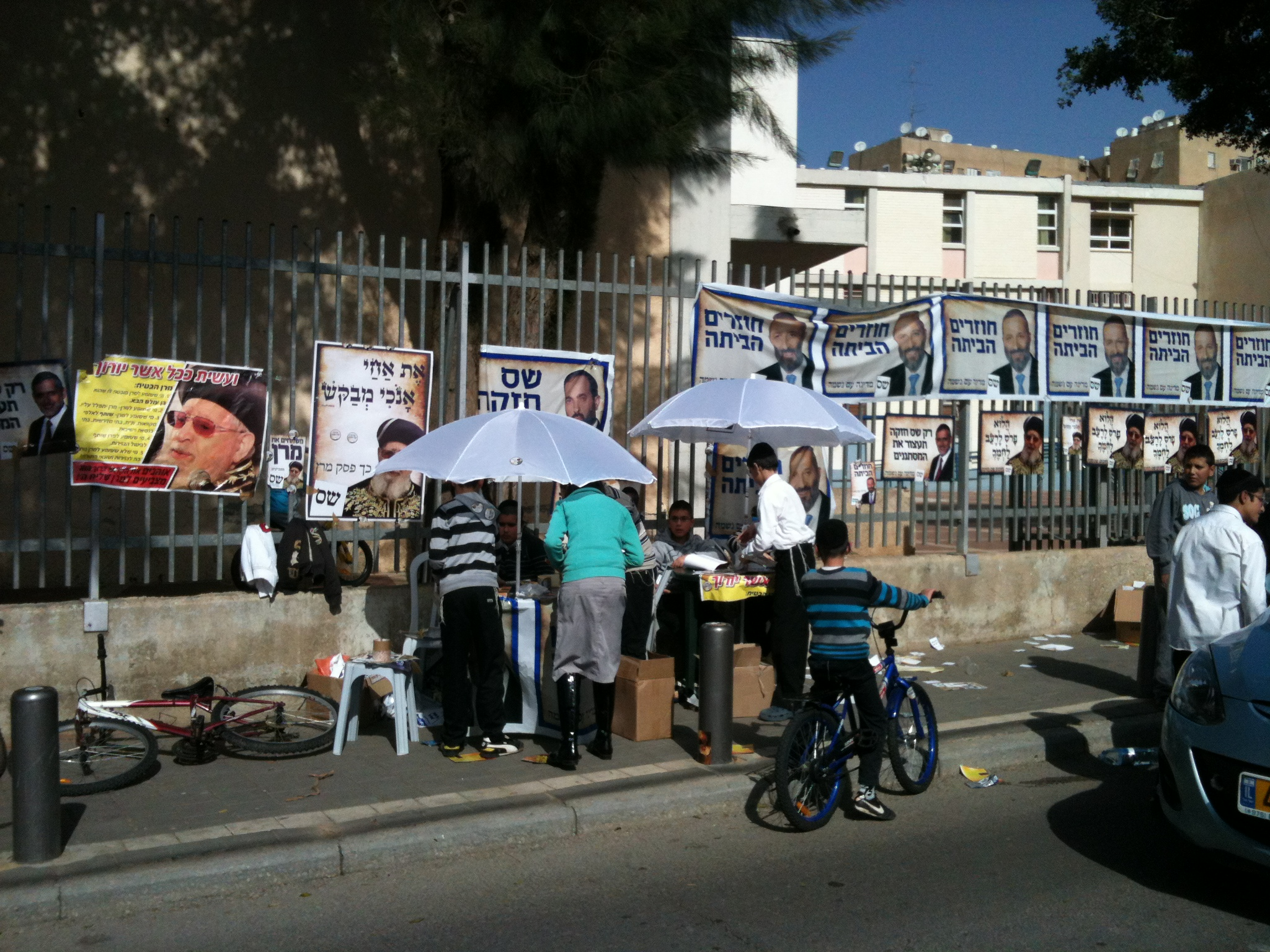
Seguidors del Xas fent campanya pel partit

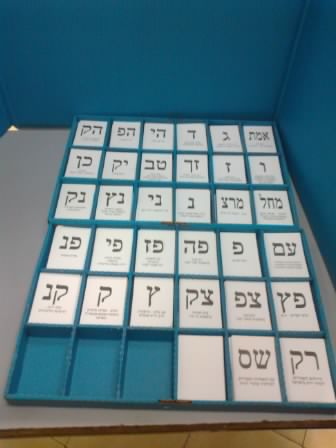
Paperetes de les eleccions de 2013

Les eleccions legislatives d'Israel de 2013, les dinovenes de l'Estat d'Israel, foren convocades per a elegir els diputats de la Knésset, el parlament israelià, per a un mandat de quatre anys. Se celebraren el 23 de gener de 2013.

## Antecedents
En les eleccions del eleccions legislatives d'Israel del 2009 del 10 de febrer, el Likkud va obtenir 27 escons per la Kenésset. El Likkud va crear una coalició amb Israel Beitenu, el Partit Laborista Israelià i el Xas, així obtenint majoria absoluta Binyamín Netanyahu va jurar el seu càrrec com Primer Ministre d'Israel al març de 2009.
Durant la nit del 15 al 16 d'octubre de 2012, la Knésset vota la seva dissolució i convoca eleccions anticipades com era previst. Es tracta d'un escrutini de llistes elegides sota el sistema d'escrutini proporcional plurinominal estricte amb un sòl electoral del 2%.
El 29 d'octubre de 2012, els delegats del Likkud, el partit de Binyamín Netanyahu, aprovaren l'aliança electoral entre el seu partit i Israel Beitenu per conformar una llista comuna per a aquestes eleccions.

## Sistema electoral
L'elecció dels diputats és per un sistema de representació proporcional sense representació geogràfica amb un llindar electoral del 2%.

## Resultats
Els resultats provisionals donen, el vespre del 22 de gener, entre 61 i 62 escons al bloc de dreta contra entre 58 i 59 del bloc de centreesquerra, segons els sondeigs. La uníó dirigida pel primer ministre en funcions, Binyamín Netanyahu, continua sent majoritària, però perd escons amb relació a la legislatura anterior, passant de 43 a 21 escons. Netanyahu declara la voluntat de formar una coalició de govern tan àmplia com sigui possible.
Els resultats definitius donen finalment al bloc de dreta 61 escons, mentre que al centreesquerra en corresponen 59. No obstant això, després de les eleccions, en el si de les trobades dels partits amb el president Ximon Peres, sis partits, el Likkud Israel Beitenu, Yeix Atid, La Llar jueva, Xas, Judaisme Unificat de la Torà i Kadima, la suma dels quals dona 82 escons, recomanen Binyamín Netanyahu com a formador del pròxim govern, mentre que els 38 diputats que representen els altres partits no recomanen ningú. La majoria presidencial del govern és de 82 diputats.
Kadima es va convertir en el partit més petit de la Knesset, guanyant només dos escons i amb prou feines superant el llindar electoral.
| ← Eleccions a la Kenésset, 2013→ |                           |         |        |        |        |
|                                  |                           |         |        |        |        |
|                                  | Candidatura               | Vots    | %      | Escons | Escons |
| 2013                             | Candidatura               | Vots    | %      | Dif.   |        |
|                                  | Likkud-Israel Beitenu     | 884.631 | 23,32% | 31     | -11    |
|                                  | Yeix Atid                 | 543.280 | 14,32% | 19     | Nou    |
|                                  | Partit Laborista Israelià | 432.083 | 11,39% | 15     | +2     |
|                                  | La Llar Jueva             | 345 935 | 9,12%  | 12     | +7     |
|                                  | Xas                       | 331.800 | 8,75%  | 11     | =      |
|                                  | Judaisme Unit de la Torà  | 196.038 | 5,17%  | 7      | +2     |
|                                  | Hatnuah                   | 189.168 | 4,99%  | 6      | Nou    |
|                                  | Mérets                    | 172.382 | 4,54%  | 6      | +3     |
|                                  | Llista Àrab Unida-Ta'al   | 138 362 | 3,65%  | 4      | =      |
|                                  | Hadaix                    | 113.610 | 3,00%  | 4      | =      |
|                                  | Balad                     | 96 926  | 2,56%  | 3      | =      |
|                                  | Kadima                    | 79 487  | 2,09%  | 2      | -26    |

## Conseqüències
El trenta-tercer govern d'Israel, també conegut com el tercer govern de Binyamín Netanyahu va prendre possessió el 18 de març de 2013 i va exercir fins al 14 de maig de 2015. El primer ministre va ser Netanyahu del Likkud; el govern era una coalició de Likkud-Israel Beitenu, Yeix Atid, La Llar Jueva i Hatnuah.